# Magyar rajzfilmek és rajzfilmsorozatok listája
A magyar rajzfilmgyártás története a Pannónia Filmstúdió szócikkben olvasható.

## Legjelentősebb animációs rövidfilmek

### Rajz- és animációs filmek
- A kiskakas gyémánt félkrajcárja - R: Macskássy Gyula, Fekete Edit (1951)
- Erdei sportverseny - R: Macskássy Gyula (1952)
- Kutyakötelesség - R: Macskássy Gyula, Fekete Edit (1953)
- Két bors ökröcske - R: Macskássy Gyula (1955)
- Az okos lány - R: Macskássy Gyula (1955)
- A kismalac és a farkasok - R: Macskássy Gyula (1957)
- A török és a tehenek - R: Csermák Tibor (1957)
- Egér és oroszlán - R: Macskássy Gyula (1957)
- A telhetetlen méhecske - R: Macskássy Gyula (1958)
- Ne hagyd magad, emberke! - R: Dargay Attila (1958)
- Iciri-piciri - R: Macskássy Gyula (1959)
- A ceruza és a radír - R: Macskássy Gyula, Várnai György (1960)
- Párbaj - R: Macskássy Gyula, Várnai György (1960)
- A piros pöttyös labda - R: Csermák Tibor (1961)
- Szenvedély - R: Nepp József (1961)
- A dal öröme - R: Csermák Tibor (1962)
- A számok története - R: Macskássy Gyula, Várnai György (1962)
- Az égig érő fa - R: Csermák Tibor (1962)
- Kívánj akármit! - R: Nepp József (1962)
- Mackókaland - R: Csermák Tibor (1962)
- Az oroszlán, a tulok és a szamár - R: Szabó Szabolcs (1963)
- Dióbél királyfi - R: Dargay Attila (1963)
- Holnaptól kezdve - R: Nepp József (1963)
- Mese a bogárról - R: Nepp József (1963)
- A holdhorgász - R: Csermák Tibor (1964)
- A róka és a holló - R: Szabó Szabolcs (1964)
- A torkos menyét - R: Gémes József (1964)
- Romantikus történet - R: Macskássy Gyula (1964)
- A dohányzásról - R: Csermák Tibor (1965)
- Ez nálunk lehetetlen - R: Macskássy Gyula (1965)
- Homo faber - R: Szabó Sipos Tamás (1965)
- Oxidia - R: Nepp József (1965)
- Futyuri mint detektív - R: Csermák Tibor (1966)
- Ha én felnőtt volnék - R: Szoboszlay Péter (1966)
- Öt perc gyilkosság - R: Nepp József (1966)
- Tíz deka halhatatlanság - R: Macskássy Gyula, Várnai György (1966)
- Ne ingereld az egeret - R: Nepp József (1967)
- Nyelvlecke - R: Vajda Béla (1967)
- Variációk egy sárkányra - R: Dargay Attila (1967)
- A Nap és a Hold elrablása - R: Reisenbüchler Sándor (1968)
- Aki bújt, bújt… - R: Szoboszlay Péter (1968)
- Kis ember, nagy város - R: Macskássy Gyula, Várnai György (1968)
- Koncertisszimo - R: Gémes József (1968)
- Pálcika Péter - R: Macskássy Gyula (1968)
- Szvit - R: Richly Zsolt (1968)
- Hídavatás - R: Jankovics Marcell (1969)
- Öreg és fiatal - R: Macskássy Gyula, Várnai György (1969)
- Sós lötty - R: Szoboszlay Péter (1969)
- Uhuka, a kis bagoly - R: Macskássy Gyula (1969)
- Modern edzésmódszerek - R: Ternovszky Béla (1970)
- A rács, kíváncsiság, siker - R: Macskássy Gyula (1970)
- A yeti dala - R: Nepp József (1970)
- Az öngyilkos - R: Macskássy Gyula (1970)
- Díszlépés - R: Gémes József (1970)
- Feleségképzés anno 1904 - R: Vajda Béla (1970)
- Mélyvíz - R: Jankovics Marcell (1970)
- Rend a házban - R: Szoboszlay Péter (1970)
- Rendhagyó történetek - R: Dargay Attila (1970)
- A fegyver - R: Macskássy Gyula (1971)
- A szobor - R: Macskássy Gyula (1971)
- Arcok mögött - R: Vajda Béla (1971)
- Az élet vize - R: Jankovics Marcell (1971)
- Az öreg - R: Macskássy Gyula (1971)
- Gusztáv és a Léda - R: Dargay Attila (1971)
- Hajrá, mozdony! - R: Dargay Attila (1971)
- Medvetánc - R: Richly Zsolt (1971)
- A három nyúl - R: Dargay Attila (1972)
- Ámor op. 1 - R: Dargay Attila (1972)
- Egy csepp vér - R: Szoboszlay Péter (1972)
- Össztánc - R: Szoboszlay Péter (1972)
- Zsuzsu locsol - R: Dargay Attila (1972)
- Jócselekedetek - R: Vajda Béla (1973)
- Az 1812-es év - R: Reisenbüchler Sándor (1973)
- Pázmán lovag - R: Dargay Attila (1973)
- Pléh-boy - R: Vajda Béla (1973)
- Több mese egy sorban - R: Szoboszlay Péter (1973)
- A kecske és a kos - R: Richly Zsolt (1974)
- Sisyphus - R: Jankovics Marcell (1974)
- Tartsunk kutyát! - R: Ternovszky Béla (1974)
- Karácsonyi meglepetés - R: Kovács István (1975)
- Mindennek van határa - R: Ternovszky Béla (1975)
- Hé, Te! - R: Szoboszlay Péter (1976)
- Sün barátom - R: Gémes József (1976)
- Animália – Állatságok - R: Hernádi Tibor (1977)
- Rondino - R: Szórády Csaba (1977)
- Visszajelzés - R: Dargay Attila (1977)
- Pánik - R: Reisenbüchler Sándor (1978)
- Regölés - R: Hegyi Füstös László (1978)
- Megalkuvó macskák - R: Nepp József (1979)
- Tyúkanyó meséi – Jó éjszakát kiscsibék - R: Szabó Szabolcs (1979)
- A légy - R: Rofusz Ferenc (1980)
- Hogyan lehet megijeszteni egy oroszlánt? - R: Tóth Pál (1980)
- Megmutatom, messziről… - R: Szoboszlay Péter (1981)
- Holtpont - R: Rofusz Ferenc (1982)
- Gravitáció - R: Rofusz Ferenc (1984)
- A muzsikás kismalac - R: Koltai Jenő (1985)
- Az én családom - R: Vajda Béla (1985)
- Felelj szépen, ha kérdeznek! - R: Vajda Béla (1985)
- Kire ütött ez a gyerek? - R: Vajda Béla (1986)
- Pontban hatkor - R: Tóth Lajos (1986)
- Jó nekem! - R: Vajda Béla (1987)
- Bucó, Szetti, Tacsi és az ékszertolvajok - R: Haui József (1987)
- Vigyázat, lépcső! - R: Orosz István (grafikus) (1989)
- Help (a gong) - R: Tóth Lajos (1990)
- Help (a lék) - R: Tóth Lajos (1990)
- A nagy ho-ho-ho-horgászverseny - R: Füzesi Zsuzsa (1990)
- A préri pacsirtája - R: Dargay Attila (1991)
- Bence közlekedik - R: Pál Nagy Balázs (1991)
- Bence és a városi tömegközlekedés - R: Pál Nagy Balázs (1992)

### Bábfilmek és stop-motion filmek
- Balkéz Tóbiás - R: Imre István (1952)
- A didergő király - R: Imre István (1957)
- Vetélytársak - R: Imre István (1958)
- Szentgalleni kaland - R: Imre István (1961)
- Babák és bábok - R: Imre István (1962)
- Siker - R: Foky Ottó (1962)
- Sosemvolt király bánata - R: Imre István (1962)
- Női dolgok - R: Nagy Pál (1963)
- A tapéta nem minden - R: Cseh András (1964)
- Autókór - R: Imre István, Réber László (1964)
- Áprilisi szél - R: Cseh András (1965)
- Bohóciskola - R: Foky Ottó (1965)
- Így lövünk mi - R: Foky Ottó (1965)
- Ellopták a vitaminomat - R: Foky Ottó (1966)
- Hobby - R: Foky Ottó (1966)
- Bizonyos jóslatok - R: Foky Ottó (1967)
- Százarcú Bill - R: Imre István (1967)
- Mással beszélnek - R: Jankovics Marcell (1971)
- A szélkötő Kalamona - R: Cseh András (1973)
- Babfilm - R: Foky Ottó (1975)
- Nyaralás vadász módra - R: Foky Ottó (1981)
- La Desodora - R: Foky Ottó (1983)
- A Pincérfrakk utcai cicák - R: Vadkerty Tibor (1984)
- Mackók, vigyázzatok! - R: Foky Ottó (1984)
- Ikarosz - R: M. Tóth Géza (1996)

## Rajzfilmsorozatok
- Peti - R:Macskássy Gyula,Várnai György (1961-1967)
- Gusztáv - Dargay-Nepp-Jankovics (1961, 1963, 1964-1968, 1975-1977)
- Üzenet a jövőből – A Mézga család különös kalandjai - R: Nepp József (1968-1969)
- Vili és Bütyök - R: Dargay Attila, Cseh András (1968-1969)
- Kukori és Kotkoda - R: Mata János (1970-1971)
- Mézga Aladár különös kalandjai - R: Nepp József (1972)
- Mikrobi - R: Mata János (1973, 1975)
- Kérem a következőt! - R: Nepp József, Ternovszky Béla (1973-1974, 1982-1983)
- A kockásfülű nyúl - R: Richly Zsolt (1974, 1976)
- Vízipók-csodapók - R: Haui József, Szabó Szabolcs, Szombati Szabó Csaba (1976, 1980, 1985)
- Magyar népmesék I-V. - R: Jankovics Marcell (1977, 1979, 1984, 1989, 1995)
- Vakáción a Mézga család - R: Nepp József (1978)
- Animália - R: Hernádi Tibor (1978-1979, 1985-1986)
- Pom Pom meséi - R: Dargay Attila (1978, 1981)
- Jómadarak - R: Gyulai Liviusz, Cseh András (1979)
- Pityke - R: Maros Zoltán (1979)
- Mesék Mátyás királyról - R: Ujváry László (1981-1982)
- A nagy ho-ho-horgász - R: Dargay Attila, Füzesi Zsuzsa (1982, 1988)
- Leo és Fred - R: Tóth Pál (1984, 1993)
- Kíváncsi Fáncsi - R: Richly Zsolt (1984, 1989)
- Mondák a magyar történelemből - R: Jankovics Marcell (1986, 1988)
- Fabulák - R: Richly Zsolt (1987)
- Tinti kalandjai - R: Szoboszlay Péter (1987-1988)
- Trombi és a Tűzmanó - R: Baksa Tamás (1988, 1990)

## Összeállított báb-, rajz- és animációs filmek
- Vuk - R: Dargay Attila (1981)
- Vízipók-csodapók - R: Szabó Szabolcs, Haui József, Szombati Szabó Csaba (1982)
- Misi mókus kalandjai - R: Foky Ottó (1982)
- Mátyás, az igazságos - R: Ujváry László (1985)
- Éljen Szervác! - R: Foky Ottó (1986)
- Leo és Fred, avagy igaz történetek két jó barátról - R: Tóth Pál (1987)
- Az ember tragédiája - R: Jankovics Marcell (1988-2011)
- Toldi – A mozifilm - R: Csákovics Lajos (2022)

## Egész estés filmek a Pannónia műhelyéből
- János vitéz - R: Jankovics Marcell (1973)
- Hugó, a víziló - R: Bill Feigenbaum, Gémes József (1975)
- Lúdas Matyi - R: Dargay Attila (1977)
- Habfürdő - R: Kovásznai György (1979)
- Fehérlófia - R: Jankovics Marcell (1981)
- Az idő urai - R: René Laloux (1982)
- Suli-buli - R: Varsányi Ferenc (1982)
- Háry János - R: Richly Zsolt (1983)
- Hófehér - R: Nepp József (1983)
- Daliás idők - R: Gémes József (1984)
- Szaffi - R: Dargay Attila (1984)
- Macskafogó - R: Ternovszky Béla (1986)
- Gréti…! (egy kutya feljegyzései) - R: Nepp József (1986)
- Az erdő kapitánya - R: Dargay Attila (1988)
- Nefelejcs-Mr. Joker - R: Lisziák Elek (1988)
- Félix, a macska - R: Hernádi Tibor (1988)
- Vili, a veréb - R: Gémes József (1989)
- Sárkány és papucs - R: Dargay Attila, Hernádi Tibor (1989)
- A hercegnő és a kobold - R: Gémes József (1991)
- A hetedik testvér - R: Koltai Jenő, Hernádi Tibor (1995)
- Vacak, az erdő hőse - R: Gémes József, Koltai Jenő (1997)

## Bábfilmek
- Kunkori és a kandúrvarázsló - R: Hollós László (1980)
- Minden egér szereti a sajtot - R: Urbán Gyula (1981)
- Nyúl a cilinderben - R: Balogh Géza (1982)
- Százszorszép - R: Kende Márta (1983)
- Csipike, az óriás törpe - R: Balogh Géza (1984)
- Árgyílus királyfi és Tündér Ilona - R: Hollós László (1985)
- Tapsikáné fülönfüggője - R: Deák István (1985)
- A csodálatos nyúlcipő - R: Deák István (1987)
- Csillagvitéz - R: Cselényi László (1987)
- Dús király madara - R: Balogh Géza (1988)

## Bábfilmsorozatok
- Mi újság a Futrinka utcában? - R: Szabó Attila (1961-1964)
- Mazsola - R: Kende Márta, Nagy György, Simándy József (1963-1966)
- Gombóc tündér - R: Kende Márta (1964)
- A kiskosár kalandjai - R: Tóth A. Pál (1965)
- Csupafül - R: Szabó Attila (1967-1970)
- Egy világhírű vadász emlékiratai - R: Foky Ottó (1968-1970)
- Mazsola és Tádé - R: Kende Márta, Simándi József (1969-1973)
- Casanova kontra Kékszakáll - R: Imre István (1972)
- Mirr-Murr kandúr kalandjai - R: Foky Ottó (1972-1975)
- STOP! Közlekedj okosan! - R: Imre István (1974-1975)
- Frakk, a macskák réme - Macskássy Gyula, Cseh András, Nagy Pál (1971, 1972, 1978, 1984-1985)
- Mekk Elek, az ezermester - R: Imre István (1973)
- A legkisebb ugrifüles - R: Foky Ottó (1975-1976)
- Varjúdombi mesék - R: Foky Ottó (1977)
- Süsü, a sárkány - R: Szabó Attila (1976-1984)
- Futrinka utca - R: Szabó Attila (1979)
- Misi Mókus kalandjai - R: Foky Ottó (1980)
- STOP! Közlekedj felnőtt módra! - R: Imre István (1980-1981)
- A nagyeszű sündisznócska - R: Kende Márta (1981)
- Marci és a kapitány - R: Beregszászi Márta (1981)
- Vackor az első bében - R: Deák József, Cseh András (1985)
- Szekrénymesék - R: Varga Csaba (1988)
- Dörmögőék kalandjai - R: Kovács Kati (1987, 1990, 1997)
- Varjúdombi meleghozók - R: Foky Ottó (1988)
- Süni és barátai - R: Osvát András (1995-1996)
- A kék egér - R: Nagy Gyula (1997-1998)
- Süsüke, a sárkánygyerek - R: Foky Ottó (2001)
- Susogós Mackók - R: Mogács Dániel. Veres András (2008-)
- Lóti és Futi - R: Szabó Szonja (2013-2014)

## Gyurmafilmsorozatok
- Sebaj Tóbiás - Cakó Ferenc (1983, 1985)
- Gyurmatek - R: Varga Csaba (1985-1986)
- Zénó - R: Cakó Ferenc (1985-1988)
- Krisztofóró - R: Nagy Gyula (1989, 1991, 1993-1994)
- Töf-töf elefánt - R: Cakó Ferenc (1991-1994)

## Számítógépes animációs filmek
- Labiritmus - R: Jánvári István (1989)
- Egérút - R: Ternovszky Béla (1999)
- Ének a csodaszarvasról - R: Jankovics Marcell, Gémes József (2001)
- Sicc Meseországban - R: Táborita Ildikó (2002)
- Magyar népmesék VI-IX. - R: Jankovics Marcell (2002, 2007, 2009, 2011)
- Árgyélus királyfi - R: Richly Zsolt (2003)
- Szerencsi, fel! - R: Rofusz Ferenc (2003)
- Nyócker! - R: Gauder Áron (2004)
- A hetvenkedő sün - R: Richly Zsolt (2004)
- Maestro - R: M. Tóth Géza (2005)
- Hungarikum - R: Fritz Zoltán (2005-2006)
- A kevély kiskakas - R: Richly Zsolt (2006)
- Ez kész! Pénz! - R: Varga Miklós, Szalay Zoltán (2006)
- Egon és Dönci - R: Magyar Ádám (2007)
- Macskafogó 2. – A sátán macskája - R: Ternovszky Béla (2007)
- Kis Vuk - R: Gát György, Uzsák János (2008)
- Ergo - R: M. Tóth Géza (2008)
- Hazudós egér - R: Kiss Andrea (2008)
- Modern képmesék - R: Sztark Attila (2008)
- Kortárs gyermekversek és dalok - R: Bakos Barbara (2013)
- Berti a rózsaszín barika - R: Goda Krisztina (2013)
- Berti és a terelőkutya - R: Goda Krisztina (2014)
- Bogyó és Babóca - R: M. Tóth Géza (2010-2011, 2014, 2020, 2023)
- Bab Berci köve - R: Kovács Márton (2014)
- Hát (m)ilyenek a macskák? - R: Javornicky Dóra (2014)
- Symphony No. 42 - R: Bucsi Réka (2014)
- Manieggs – Egy kemény tojás bosszúja - R: Miklósy Zoltán (2014)
- Hoppi mesék - R: Rofusz Ferenc (2015)
- Superbia - R: Tóth Luca (2016)
- Ruben Brandt, a gyűjtő - R: Milorad Krstić (2018)
- Candide kalandjai - R: Kreif Zsuzsanna, Turai Balázs, Bera Nándor (2018)
- Toldi - R: Jankovics Marcell, Csákovics Lajos (2021)
- Kojot négy lelke - R: Gauder Áron (2023)
- Műanyag égbolt - R: Bánóczki Tibor, Szabó Sarolta (2023)
- Csongor és Tünde - R: Máli Csaba, Pálfi Zsolt (2025)

## Koprodukciós filmek
- La Fontaine-mesék - R: Dargay Attila, Jankovics Marcell, Temesi Miklós (1969-1971)
- Egér a Marson - R: Temesi Miklós, Branko Ranitovic (1976, 1982)
- Rumli, a bajkeverő - R: Mark Taylor (1994)
- Tüskeböki és pajtásai - R: Ternovszky Béla, Szórády Csaba (1994)
- Albert mondja… a természet jobban tudja - R: Nagy Lajos, Phil Kimmelmann, Dietmar Kremer (1995, 1997)
- Pepolino - R: Uzsák János (1995)
- Zatur, a csodacsacsi - R: Thamir Al-Zadi (1995)
- A Mikulás és a varázsdob - R: Mauri Kunnas, Baksa Tamás, Hernádi Tibor (1996)
- A majmok kastélya - R: Jean-François Laguionie (1999)
- Mr. Bean - R: Alexei Alexeev (2002-2016)
- Borsószem hercegkisasszony - R: Mark Swan (2002)
- Albert felfedezőúton - R: Dietmar Kremer (2003)
- A sziget gyermeke - R: Thamir Al-Zedi (2004)
- A Napkirálynő - R: Philippe Leclerc (2007)
- Lenny és Twiek szerint a világ - R: Jürgen Egenolf, Szilágyi Varga Zoltán (2007)
- Immigrants – Jóska menni Amerika - R: Csupó Gábor (2008)